# ケビン・ジョンソン (ワイドレシーバー)
ケビン・ジョンソン（Kevin Johnson 1976年7月15日- ）はニュージャージー州トレントン出身のアメリカンフットボール選手。NFLのクリーブランド・ブラウンズなどで1999年から2005年まで7シーズンプレーした。ポジションはワイドレシーバー。

## 経歴
シラキューズ大学では、ドノバン・マクナブとQBのポジションを争ったが敗れてWRに転向した。3、4年の2シーズンで先発を務め、4年次の1998年にはオールアメリカンに選ばれた。
1999年ドラフト2巡でクリーブランド・ブラウンズに指名されて入団した。同年のニューオーリンズ・セインツ戦では、ティム・カウチからのヘイルメアリーパスをキャッチし、チーム復活後の初勝利に貢献した。
2001年には自己ベストの84レシーブで1,097ヤードを獲得、9TDをあげた。
1989年のエリック・メトカーフが作った54レシーブを上回る66レシーブをあげ、ブラウンズの新人レシーブ記録を塗り替えた。2001年にブラウンズのヘッドコーチに就任したブッチ・デービスには好まれておらず、2002年のシーズン開幕前、ブラウンズと4年1335万ドルの契約を結んだが、2003年11月、ウェーバーされた。ブラウンズでは1999年から4年連続でチームトップのレシーブをあげており、退団当時チーム歴代4位の315レシーブで3,836ヤードを獲得、23TDをあげた。
ウェーバーされた彼には16チームが興味を持ち、ジャクソンビル・ジャガーズに加入した。2004年、ドラフト4巡指名権とのトレードで、前年NFLワーストのパスオフェンスであったボルチモア・レイブンズに移籍、35レシーブで1TDの成績にとどまり、シーズン終了後、解雇された。
a
2005年4月、デトロイト・ライオンズと1年契約を結び、6試合に出場した。
2006年10月、ニューイングランド・ペイトリオッツのワークアウトに参加したが、ペイトリオッツはジャバー・ギャフニーと契約を結んだ。